# Football Club Riograndense
O Foot Ball Club Riograndense é um clube brasileiro de futebol, da cidade de Rio Grande, no Estado do Rio Grande do Sul.

## História
O Clube foi fundado em 11 de julho de 1909 por alunos do Colégio Rio-Grandense, na época um dos mais renomados estabelecimentos de ensino da Cidade de Rio Grande - RS., essa seria uma versão popular  descrita por desportistas e contada por antigos torcedores ao longo do tempo,...                                                                                                                                                       Surge outra versão: Após intensas pesquisas em antigos jornais, arquivados na Biblioteca Rio-Grandense, a mais antiga do Rio Grande do Sul, fundada em 1846, na Cidade do Rio Grande- R.S., elaboradas e descritas pelo saudoso Jornalista (Willy Cesar) surge uma outra versão oficial, a de que o Football Club Rio-Grandense, foi realmente fundado por estudantes porém, não eram alunos do antigo Colégio Rio-grandense, pois a bem da verdade, durante o ano de fundação do Clube nem existia o Colégio Rio-grandense, que teria surgido em 1918, com a troca de nome de uma instituição de ensino na qual os verdadeiros fundadores do Football Club Rio-Grandense não frequentaram.
Dessa forma, a versão mais provável e confiável, é que realmente, o nome Rio-Grandense, tenha sido escolhido para homenagear a heroica Cidade do Rio Grande, e por conseguinte os Gaúchos, os Rio-grandenses do Sul, nascidos no Estado do Rio Grande do Sul, tendo em vista que, o termo Rio-grandense, era o gentílico para designar os munícipes, os nativos da cidade do Rio Grande inclusive . 
Nesse contexto, a história oral também nos da conta que, a fundação do F.B.C.RIOGRANDENSE,  teria se dado por dissidências ocorridas dentro do quadro diretivo do S.C. Rio Grande; esses diretores por desavenças, a partir daí, teriam decidido e ajudado a fundar, um novo clube, o Football Club Rio-Grandense em 1909, em Estádio que ficaria lindeiro ao estádio do S.C. Rio Grande, na Avenida Buarque de Macedo, no Bairro Cidade Nova.                                                                                                                                                                                              Seu primeiro presidente foi o Senhor Amaury Castellã, grande dirigente e baluarte que muito se dedicou a estruturação do clube.
O objetivo a partir da fundação do Football Club Rio-Grandense era a inserção do clube ao futebol profissional e  conforme relatos históricos, era difundir a prática do futebol no Estado do Rio Grande do Sul e rivalizar principalmente com os coirmãos: S.C.Rio Grande e o S.C. São Paulo., clubes profissionais da cidade do Rio Grande que na mesma década teriam sido fundados.
O primeiro jogo oficial da história do clube foi disputado no dia 24 de junho de 1910 contra uma equipe local, o União. O Guri Teimoso venceu por 4 x 1. O primeiro gol da história do clube foi marcado pelo jogador Arlindo.
Em 1921 conquista seu primeiro título municipal, entre outros tantos que se sucederam, tanto a nível municipal como estadual.
O clube também foi carinhosamente apelidado por sua torcida e simpatizantes, ficando conhecido ao longo dos anos por: escarlate Riograndino, pela cor vermelha de suas camisetas serem vivíssimas e rutilantes, posteriormente, guri teimoso, por ser o clube profissional mais novo da cidade do Rio Grande, em relação aos Clubes coirmãos, e que ao longo do tempo tornou-se  uma marca registrada, um símbolo do Clube, por sua luta, garra e  bravura com inúmeras conquistas no campo de jogo ou contra as adversidades, inclusive econômicas ao longo de sua trajetória esportiva, e por último chamado de colorado marítimo por suas tradicionais cores usuais nas camisetas, o Vermelho rutilante, como predominante e o Amarelo Ouro, cor secundária, nas golas e punhos, e por conseguinte marítimo por ser um Clube que nasceu numa cidade de vocação marítima, sede do único porto marítimo do Estado do Rio Grande do Sul. Importante frisar que o Football Club Rio-Grandense, foi campeão gaúcho em 1939, derrotando na final o Grêmio Santanense, após ter sido vice-campeão, nas duas edições anteriores, perdendo para o mesmo Grêmio Santanense em 1937 e para o Guarany de Bagé em 1938. Posteriormente tornou a ser vice-campeão gaúcho em 1946, além de um honroso terceiro lugar no Campeonato Gaúcho de 1957. Cabe ressaltar que, o clube foi berço formador de grandes talentos do futebol e revelou em suas fileiras, muitos famosos craques de renome nacional e internacional, tais como: Chinesinho, que depois jogou no (Inter, Palmeiras, e na Itália), Luís Carlos Scala (Inter, e Seleção Brasileira), goleiro Alberto (Grêmio), Titico (Inter), Arlen (Inter, Santos, Atlético Mineiro), Beto Sta. Vitória (Inter), considerado pela imprensa da capital o maior marcador que "Renato Gaúcho" já teve, entre outros grandes jogadores que defenderam o colorado marítimo. 
Outro famoso jogador que merece destaque e marcou época no Futebol Gaúcho, foi o grande goleador Antonio Azambuja Nunes, Nico Nunes, goleador do Campeonato Gaúcho de 1967, que ficou conhecido como o " Bombardeador Nico ", devido ao seu potente chute.  
Cabe também por merecimento, frisar a passagem do qualificado jogador Riograndino, Antonio Rodrigues Filho, Neca, (nos anos de 1984-1985) atleta talentoso de uma técnica apurada e goleador, que já tinha atuado em grandes clubes do futebol brasileiro, tais como: Grêmio, São Paulo, Corinthians, Cruzeiro, América, e no seu retorno a cidade, ajudou o clube a ser vice-campeão estadual em 1984, subindo a primeira divisão do futebol gaúcho em 1985, onde foi destaque, sendo um dos goleadores do Campeonato Gaúcho nessa edição.
Em 2009, após alguns anos longe dos gramados, o Guri Teimoso participou do Campeonato Citadino de Rio Grande, organizado em homenagem ao seu centenário. Na primeira partida o Colorado acabou perdendo para o São Paulo por 1 a 0. Na segunda partida, contra o Rio Grande, após um empate em 3 a 3, no tempo normal, a equipe acabou derrotada nos pênaltis e eliminada do torneio, cabe frisar que nesse torneio o Clube participou com uma equipe representativa, provisória.
Em um capítulo a parte, Clube esteve licenciado das atividades esportivas, em nível estadual entre de 2005 e 2018, reestruturando-se financeiramente e honrando compromissos judiciais...
No entanto, seus torcedores mais ilustres, seus pró - homens, antigos conselheiros, e demais aficionados, vem procurando alternativas e apoio de patrocinadores, fato esse que já ocorreu com a posse de uma Diretoria Jovem e dinâmica, que não está medindo esforços em agregar infra-estrutura ao seu grandioso estádio, o Torquato Pontes, também conhecido como o Colosso do Trevo, para seu breve retorno as atividades futebolísticas em grande estilo, em várias modalidades. 

## Retorno aos gramados
Portanto, o retorno as atividades esportivas, já é uma realidade cotidiana, nas hostes escarlates, complementando, no ano de 2019, o Clube completou 110 anos de vida, que foi comemorado em grande estilo, no Clube Ferroviários da Cidade de Rio Grande RS, ano este que esta sendo marcante para o Clube Papareia, e muito significativo  para a sua fiel torcida, pois marca o retorno do F.B.C. RIOGRANDENSE, aos gramados disputando a Copa SAFERGS, (Sindicato dos Árbitros do Rio Grande do Sul) com uma equipe Sub-20 de jogadores formados no município do Rio Grande, e por conseguinte o Colorado Marítimo, disputou o Campeonato Gaúcho de Futebol Feminino, edição 2019.

## Títulos
Campeão invicto
| ESTADUAIS  | ESTADUAIS                      | ESTADUAIS | ESTADUAIS | ESTADUAIS |
|            | Competição                     | Títulos   | Temporadas |           |
| ---------- | ------------------------------ | --------- | --- | --------- |
|            | Campeonato Gaúcho              | 1         | 1939 |           |
|            | Copa Cícero Soares             | 1         | 1973 |           |
|            | Campeonato do Interior         | 3         | 1937, 1938 e 1946 |           |
|            | Campeonato Gaúcho - 2° Divisão | 1         | 1965 |           |
| MUNICIPAIS |                                |           | |           |
|            | Competição                     | Títulos   | Temporadas |           |
|            | Citadino de Rio Grande         | 20        | 1921, 1937, 1938, 1939, 1940, 1946, 1947, 1948, 1950, 1953, 1955, 1957, 1960, 1963, 1974, 1975, 1976, 1977, 1978 e 1979 |           |

## Campanhas de destaque
Vice-campeão
- Campeonato Gaúcho: 1937, 1938 e  1946
- Campeonato Gaúcho - Série A2: 1963 e 1984

Terceiro Colocado
- Campeonato Gaúcho: 1957,
- Terceiro lugar no Campeonato Gaúcho da Segunda Divisão em 1980.
- Quatro lugar no Campeonato Gaúcho da Segunda Divisão em 1979.